# Куръядор
Куръядор — деревня в Корткеросском районе республики Коми в составе сельского поселения Маджа.

## География
Расположена на правом берегу Вычегды примерно в 5 км по прямой на запад от районного центра села Корткерос.

## История
Официальная дата основания 1719 год.

## Население
Постоянное население  составляло 14 человек (коми 79%) в 2002 году, 13 в 2010 .